# Súni Olsen
Súni Olsen (Tórshavn, 1981. március 7. –) feröeri labdarúgó, a B36 Tórshavn középpályása. Ha formában van, az ország egyik legjobb középpályása. Szabadrúgásspecialistának számít.

## Pályafutása
Pályafutását a GÍ Gøta csapatánál kezdte. 2000 és 2002 között Hollandiában játszott, majd visszatért nevelőegyesületébe. 2005 és 2008 között a dán bajnokságban játszott, előbb az AaB Fodbold, majd a Viborg FF csapatában, de többnyire csak a kispadon vagy a tartalékcsapatban kapott helyet. Ezután visszatért Feröerre, ahol egy fél évig a B36 Tórshavn játékosa volt, de sérülés miatt nem sok lehetőséghez jutott, és év végén szerződést bontottak vele. Ezután két szezonon keresztül Víkingur Gøta színeiben játszott. 2011-ben visszatért a B36-hoz.

## Eredmények

### Válogatott gólok
| # | Dátum                | Helyszín                             | Ellenfél   | Gól | Eredmény | Verseny              |
| - | -------------------- | ------------------------------------ | ---------- | --- | -------- | -------------------- |
| 1 | 2003. szeptember 10. | Svangaskarð Stadion, Toftir, Feröer  | Litvánia   | 1-1 | 1-3      | 2004-es Eb-selejtező |
| 2 | 2008. június 4.      | A. Le Coq Arena, Tallinn, Észtország | Észtország | 3-3 | 4-3      | barátságos           |
| 3 | 2009. szeptember 9.  | Svangaskarð Stadion, Toftir, Feröer  | Litvánia   | 1-0 | 2-1      | 2010-es vb-selejtező |

## Fordítás
- Ez a szócikk részben vagy egészben a Súni Olsen című angol Wikipédia-szócikk ezen változatának fordításán alapul.  Az eredeti cikk szerkesztőit annak laptörténete sorolja fel. Ez a jelzés csupán a megfogalmazás eredetét és a szerzői jogokat jelzi, nem szolgál a cikkben szereplő információk forrásmegjelöléseként.

## Külső hivatkozások
- Profil, worldfootball.net (angol)
- Profil, National Football Teams (angol)